# کتاب‌فروشی هدهد
کتاب‌فروشی هدهد یک مجموعه تلویزیونی محصول ۱۳۸۵ به کارگردانی مرضیه برومند، نویسندگی نغمه ثمینی و تهیه‌کنندگی ایرج محمدی و مهران مهام است که از شبکه سه پخش شد.

## خلاصه داستان
داستان کیوان کتابچی است که بسیار به کتاب علاقه دارد اما بعد از فوت پدر به علت نیاز خانواده خواهر، کتابفروشی پدر فروخته شده و ارثیه تقسیم می‌شود. اما کیوان در ادامه دادن شغل پدر مصمم است.

## بازیگران
بازیگران اصلی
- امیرحسین صدیق
- راضیه برومند
- علی اوسیوند
- محمود بصیری
- افسانه چهره‌آزاد
- کاوه کاویان
- سحر دولتشاهی
- حسن احمدی‌مقدم
- دلارام مستوفی
- سمیع عطایی
- فرهاد آئیش

بازیگران میهمان
- مریم سعادت
- رضا عطاران
- امیر کاظمی
- بهرام شاه‌محمدلو
- بهاره رهنما
- سعید دولتی
- شاهرخ فروتنیان
- رامین ناصرنصیر
- نیره فراهانی
- گلاره عباسی
- لیدا عباسی
- سپیده صیفوری
- بهرام دهقانیار
- مهرانه مهین‌ترابی
- لیلی رشیدی